# Брусница (Челић)
Брусница је насељено мјесто у општини Челић, Босна и Херцеговина.

## Историја
До рата је ово насеље било у саставу општине Лопаре.

## Становништво
|             | 2013.      | 1991.        | 1981.        | 1971.        |
| Укупно      | 0 (0,000%) | 488 (100,0%) | 533 (100,0%) | 536 (100,0%) |
| Срби        | –          | 480 (98,36%) | 520 (97,56%) | 524 (97,76%) |
| Југословени | –          | 8 (1,639%)   | 4 (0,750%)   | –            |
| Бошњаци     | –          | –            | 5 (0,938%)1  | 10 (1,866%)1 |
| Остали      | –          | –            | 4 (0,750%)   | –            |
| Црногорци   | –          | –            | –            | 2 (0,373%)   |

1. 1 На пописима од 1971. до 1991. Бошњаци су пописивани углавном као Муслимани.